# جوانا دروكير
جوانا دروكير (بالإنجليزية: Johanna Drucker)‏ هي مؤرخة الفن وصحفية ومؤرخة وفيلسوفة أمريكية، ولدت في 30 مايو 1952 في فيلادلفيا في الولايات المتحدة.